# Лапи гніву: Легенда про Самурая
«Лапи гніву: Легенда про Самурая» (англ. Paws of Fury: The Legend of Hank) — анімаційна пригодницька комедія режисерів Роба Мінкоффа і Марка Котсьєра за сценарієм Еда Стоуна і Нейта Хоппера. Головні ролі озвучили Майкл Сера, Семюел Л. Джексон, Рікі Джервейс, Джордж Такеї, Габріель Іглесіас, Джимон Гонсу, Мішель  Єо та Мел Брукс

## Синопсис
Милий песик Генк мріє стати самураєм та вирушає на пошуки своєї долі.

## У ролях
| Актор             | Роль          |
| ----------------- | ------------- |
| Майкл Сера        | Генк          |
| Семюел Л. Джексон | Джимбо        |
| Рікі Джервейс     | Іка Чу        |
| Джимон Гонсу      | Сумо          |
| Мел Брукс         | Сьогун        |
| Джордж Такеї      | Ога           |
| Габріель Іглесіас | Чак           |
| Мішель Єо         | Юкі           |
| Аасіф Мандві      | Ічіро         |
| Кеті Шим          | маленька Мама |

## Розробка
У лютому 2015 року вперше було повідомлено, що Blazing Samurai розробляється компанією GFM Animation, а вихід спочатку планувався на 2017 рік.
За даними Hardman & Co., бюджет для Blazing Samurai становив 23 мільйони фунтів стерлінгів, а приватні клієнти Ober допомогли у фінансуванні цього фільму коштом збору коштів EIS. Розбивка фінансування склала £5 млн EIS; боргове фінансування £12 млн; інвестиції в розмірі 5 мільйонів фунтів стерлінгів від китайського дистриб'ютора плюс податкові кредити Канадської ради кіно, які склали залишок. Hardman & Co. вважає, що приватні клієнти Ober «привернули до цього фільму найкращі таланти, а актори головної ролі отримували винагороду за прибутковість фільму, а не за більш традиційний гонорар. Необхідно підтримувати якомога нижчі витрати, оскільки неможливо передбачити показники успіху фільмів».
7 серпня 2020 року Алайн взяв під контроль фільм.
25 лютого 2021 року було оголошено, що Роб Мінкофф і Марк Котсьєр замінили Кріса Бейлі на посаді режисера фільму. Яїра Ландау і Сьюзан Перселл також замінили Адам Негль і Гай Коллінз як продюсери.

## Випуск
У листопаді 2019 року в Screen Daily було оголошено, що Blazing Samurai був «на першому етапі анімації» в анімаційній студії Cinesite. У цій же статті вказувалося, що випуск продукції має орієнтовну дату 2021 року.